# Ligament inter-sésamoïdien
 (juillet 2023).
Le ligament inter-sésamoïdien  est un ligament à fibres transversales qui unit les deux os sésamoïdes situés sous le premier métatarsien.